# UFC 220
UFC 220: Miocic vs. Ngannou（ユーエフシー・ツートゥエンティ・ミオシッチ・バーサス・ガヌー）は、アメリカ合衆国の総合格闘技団体「UFC」の大会の一つ。2018年1月20日、マサチューセッツ州ボストンのTDガーデンで開催された。

## 大会概要
メインイベントではUFC世界ヘビー級タイトルマッチとして王者スティーペ・ミオシッチと挑戦者フランシス・ガヌーの対戦が組まれ、ミオシッチが王座防衛に成功。セミのUFC世界ライトヘビー級タイトルマッチでは王者ダニエル・コーミエが挑戦者ヴォルカン・オーズデミアを退け、王座防衛に成功した。
ROCフェザー級王者フリオ・アルセがUFCデビュー。

## 試合結果

### アーリープレリム
第1試合 ライト級 5分3R
○  イスラム・マカチェフ vs.  グレイゾン・チバウ ×
1R 0:57 KO（左フック）
第2試合 フェザー級 5分3R
○  エンリケ・バルソラ vs.  マット・ベセット ×
3R終了 判定3-0（30-27、29-28、29-28）

### プレリミナリーカード
第3試合 フェザー級 5分3R
○  フリオ・アルセ vs.  ダン・イゲ ×
3R終了 判定3-0（30-27、30-27、29-28）
第4試合 フライ級 5分3R
○  ダスティン・オーティス vs.  アレッシャンドリ・パントージャ ×
3R終了 判定3-0（29-28、29-28、29-28）
第5試合 ウェルター級 5分3R
○  アブドゥル・ラザク・アルハッサン vs.  サバ・ホマシ ×
1R 3:47 KO（右アッパー）
第6試合 フェザー級 5分3R
○  カイル・ボフニャク vs.  ブランドン・デイビス ×
3R終了 判定3-0（29-28、29-28、30-27）

### メインカード
第7試合 バンタム級 5分3R
○  ロブ・フォント vs.  トーマス・アルメイダ ×
2R 2:24 TKO（右ハイキック→右アッパー）
第8試合 ライトヘビー級 5分3R
○  ジャン・ヴィランテ vs.  フランシマー・バローゾ ×
3R終了 判定2-1（30-27、28-29、30-27）
第9試合 フェザー級 5分3R
○  カルヴィン・ケイター vs.  シェーン・ブルゴス ×
3R 0:32 TKO（右アッパー→パウンド）
第10試合 UFC世界ライトヘビー級タイトルマッチ 5分5R
○  ダニエル・コーミエ vs.  ヴォルカン・オーズデミア ×
2R 2:00 TKO（パウンド）
※コーミエが3度目の王座防衛に成功。
第11試合 UFC世界ヘビー級タイトルマッチ 5分5R
○  スティーペ・ミオシッチ vs.  フランシス・ガヌー ×
5R終了 判定3-0（50-44、50-44、50-44）
※ミオシッチが3度目の王座防衛に成功。

### 各賞
ファイト・オブ・ザ・ナイト： カルヴィン・ケイター vs. シェーン・ブルゴス
パフォーマンス・オブ・ザ・ナイト： ダニエル・コーミエ、アブドゥル・ラザク・アルハッサン
各選手にはボーナスとして5万ドルが授与された。

### カード変更
負傷などによるカードの変更は以下の通り。